# Aki Lahtinen
Aki Arimo Lahtinen (Jyväskylä, 31 oktober 1958) is een voormalig profvoetballer uit Finland, die speelde als verdediger gedurende zijn carrière. Hij beëindigde zijn actieve loopbaan in 1990 bij de Finse club OPS Oulu. Lahtinen werd tweemaal uitgeroepen tot Fins voetballer van het jaar.

## Interlandcarrière
Lahtinen kwam – inclusief duels voor de olympische ploeg – in totaal 56 keer uit voor de nationale ploeg van Finland in de periode 1979-1989. Hij maakte zijn debuut onder leiding van bondscoach Jiří Pešek op 10 oktober 1979 in de olympische kwalificatiewedstrijd tegen West-Duitsland (0-0) in Helsinki. Lahtinen vertegenwoordigde zijn vaderland een jaar later bij de Olympische Spelen in Moskou, waar Finland werd uitgeschakeld in de eerste ronde.

## Erelijst
OPS Oulu
- Fins landskampioen

1979, 1980
- Fins voetballer van het jaar

1980, 1981